# Алексієвська сільська рада (Благовіщенський район)
Алексі́євська сільська рада (рос. Алексеевский сельский совет) — сільське поселення у складі Благовіщенського району Алтайського краю Росії.
Адміністративний центр — село Алексієвка.

## Населення
Населення — 382 особи (2019; 534 в 2010, 751 у 2002).

## Склад
До складу сільської ради входять:
| Населений пункт       | Населення, осіб (2002) | Населення, осіб (2010) |
| --------------------- | ---------------------- | ---------------------- |
| Александровка, селище | 100                    | 70                     |
| Алексієвка, село      | 488                    | 374                    |
| Калиновка, селище     | 163                    | 90                     |